# Naturbad

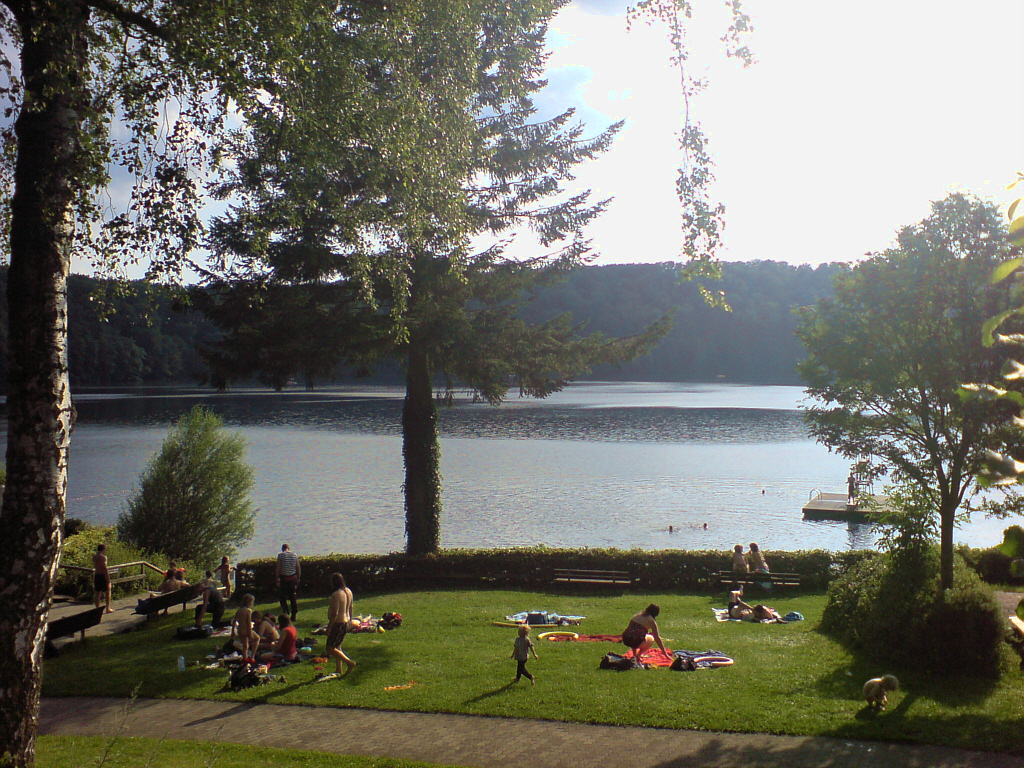
Naturbad Pulvermaar in der Vulkaneifel

Ein Naturbad, in der Schweiz Seebad oder Strandbad, ist eine eindeutig begrenzte Anlage, die aus einer für Badezwecke geeigneten und gekennzeichneten Fläche eines Badegewässers sowie einer dieser Wasserfläche zugeordneten und abgegrenzten Landfläche besteht. Es ist mit bädertypischen Ausbauten (z. B. Sprunganlage, Wasserrutsche) versehen. Zu den Naturbädern gehören z. B. Fluss- oder Binnenseebäder.
In der Schweiz wird der Begriff Seebad oder Strandbad für Anlagen an natürlichen Seen verwendet (wie Strandbad Winkel, Seebad Romanshorn); als Naturbad gilt dort ein (meist) künstlicher Schwimmteich ohne Chloraufbereitung (wie dem Naturbad Riehen).

## Galerie

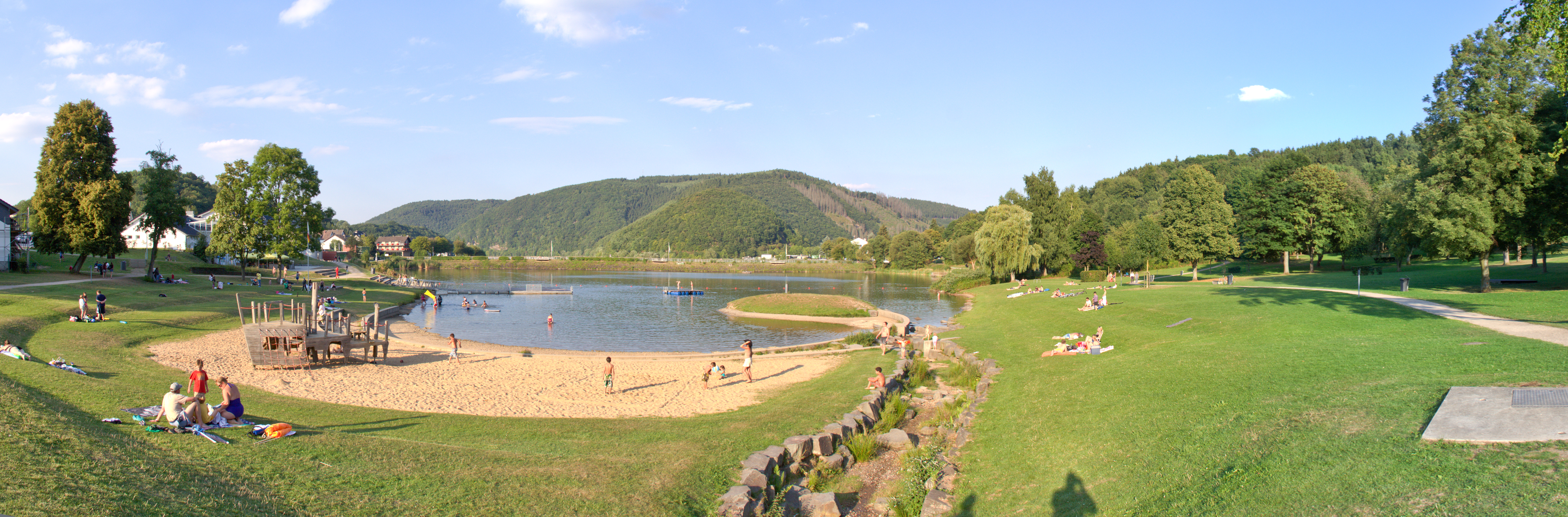
Naturfreibad Eiserbachsee
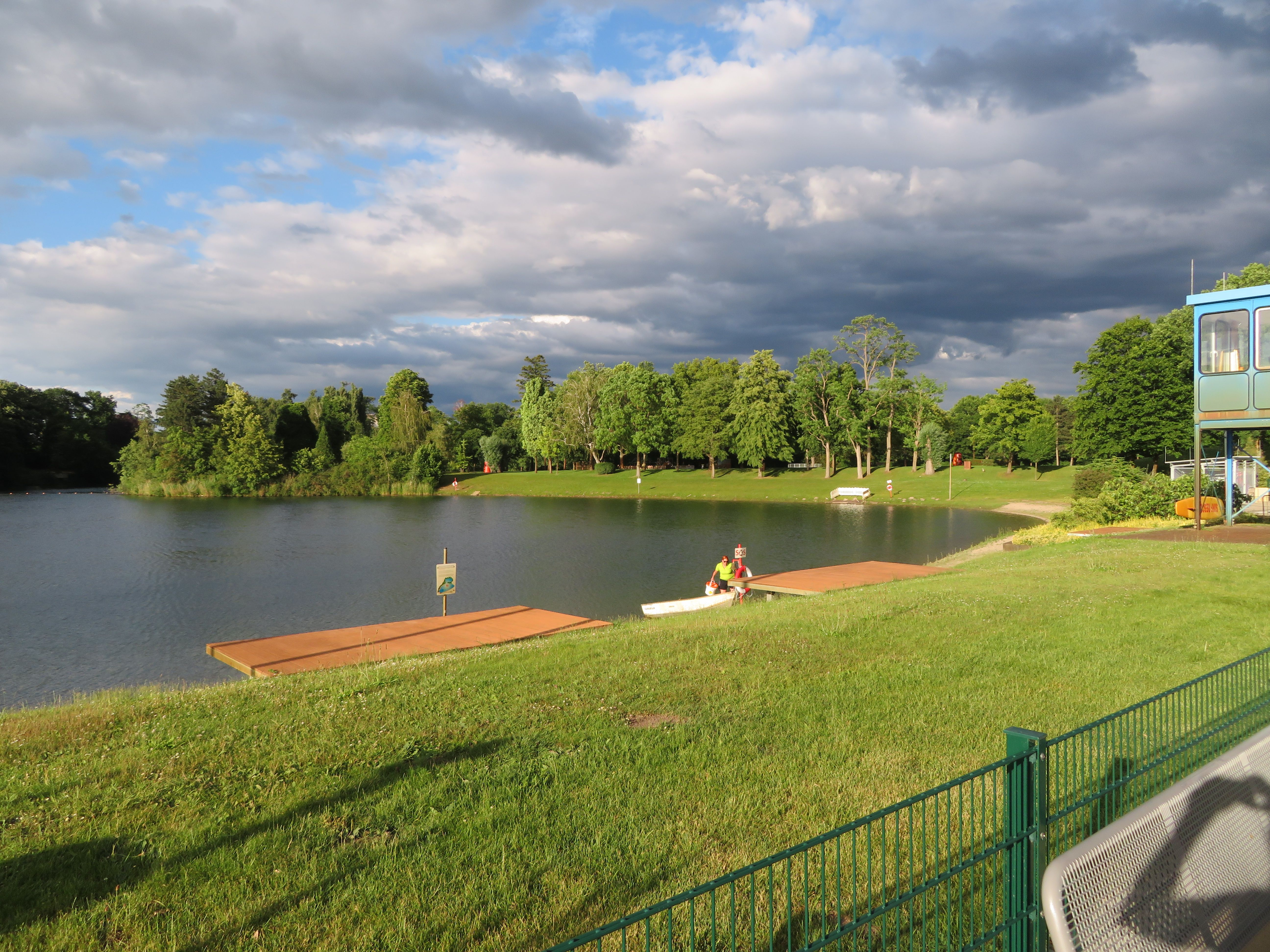
Großer Teich im Strandbad (Frankenthal)